# Росс, Джерри Линн
Джерри Линн Росс (англ. Jerry Lynn Ross; род. 20 января 1948, Краун-Пойнт, штат Индиана, США) — американский астронавт-исследователь НАСА, первый человек, совершивший 7 космических полётов общей продолжительностью 58 суток 1 час 1 минута 24 секунды, и 9 выходов в открытый космос (общей продолжительностью 58 часов 18 минут).

## Биография
Родился 20 января 1948 года в Краун-Пойнт, штат Индиана. После окончания школы в 1966 году поступил в университет Пердью, который окончил в 1970 году, получив по специальности машиностроение степень бакалавра. В том же году окончил обучение по программе офицеров резерва (ROTS — англ. Reserve Officers' Training Corps), и поступил в ВВС США.
В 1972 году получил степень магистра наук (по той же специальности) и перешёл на действительную службу. На базе ВВС Райт-Паттерсон (англ. Wright-Patterson Air Force Base) в Огайо, служил в Лаборатории испытания реактивных двигателей, в отделе прямоточных воздушно-реактивных индукторных двигателей, участвовал в работах по созданию системы наведения для сверхзвуковых ракет и был главным инженером проекта по разработке стратегической ракеты воздушного базирования (ASALM). С июля 1974 по июль 1975 года занимал должность специалиста по административным вопросам и начальника оперативного отдела.
В 1976 году окончил курсы инженеров по лётным испытаниям при школе лётчиков-испытателей на базе ВВС Эдвардс (Калифорния). Там же служил в 6510-м испытательном крыле. Затем был главным инженером программы проведения оценки пилотажных качеств самолета-разведчика Boeing RC-135S, и руководителем инженерной группы при проведении лётных испытаний стратегического бомбардировщика В-1.
В феврале 1979 года был переведён в отдел операций с полезной нагрузкой в Космическом центре (КЦ) имени Джонсона, где служил до момента зачисления в отряд астронавтов.

## Работа в НАСА
В мае 1980 года был зачислен в отряд астронавтов НАСА в составе 9-го набора в качестве специалиста полёта. С июля 1980 года проходил курс ОКП, по окончании которого, в августе 1981, получил квалификацию специалиста полёта и назначение в отдел астронавтов НАСА.
В отделе занимал разные должности, в том числе был членом экипажей поддержки, оператором связи с экипажем, руководителем отделения обеспечения полёта, членом комиссии по набору астронавтов в 1990 году, исполняющим обязанности заместителя отдела астронавтов, главой отделения внекорабельной деятельности (ВКД) и робототехники, главой отделения поддержки полётных операций в КЦ имени Кеннеди.
Летал на 21 типе самолетов, имел лицензию частного пилота и налетал более 3900 часов, большей частью на военных самолетах. Ушёл в отставку из ВВС 31 марта 2000 года. В июле 2002 года был переведён в разряд астронавтов-менеджеров. Работал руководителем отдела комплексных испытаний шаттлов в КЦ имени Джонсона. Вышел в отставку 28 января 2012 года.

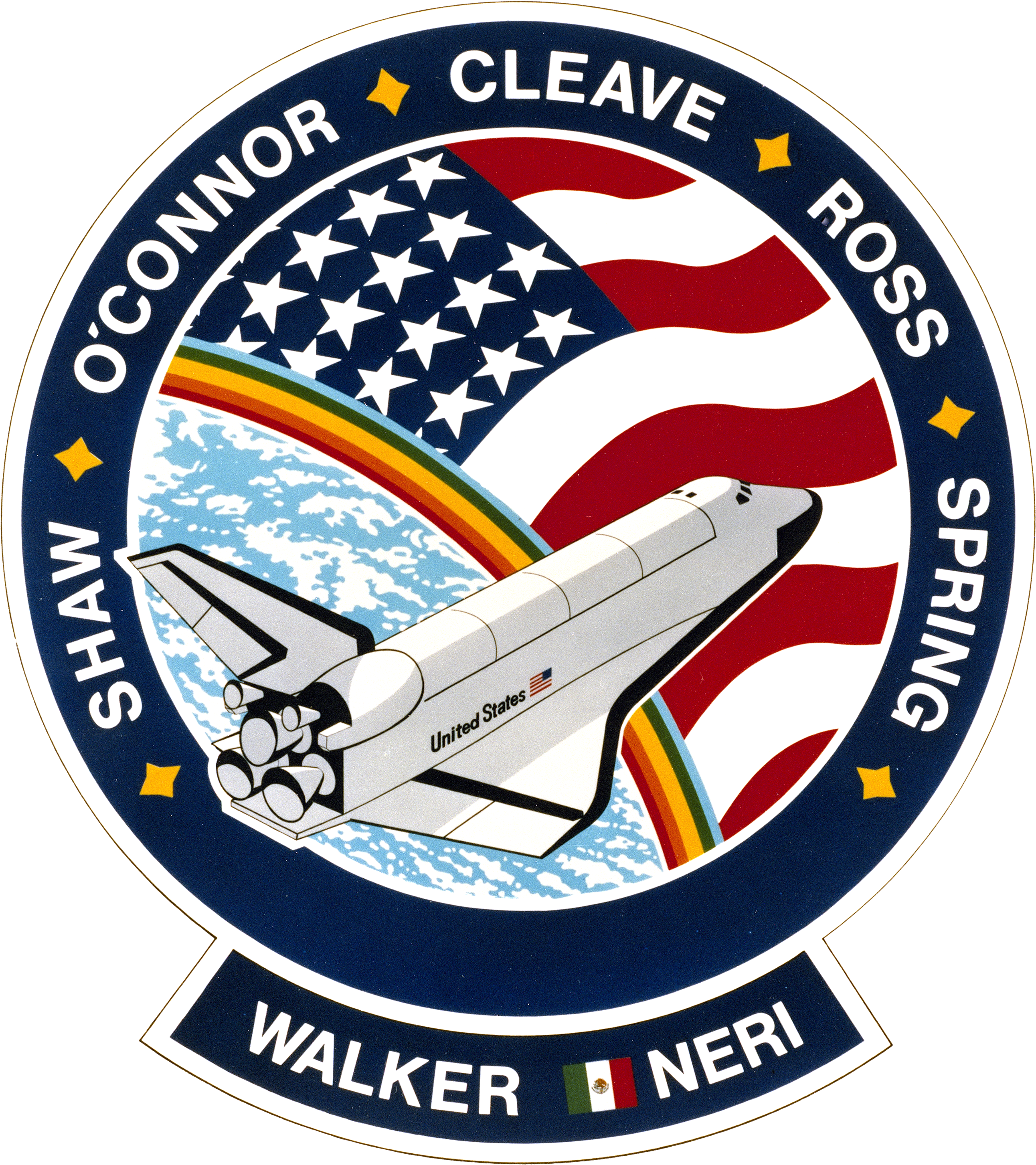
Атлантис STS-61B

## Первый полёт
Свой первый полёт совершил в качестве специалиста полёта на шаттле «Атлантис» STS-61B. Продолжительность полёта в период с 27 ноября по 3 декабря 1985 года, составила 6 суток, 21 час, 4 минуты, 49 секунд.
Во время этого полёта выполнил два выхода в открытый космос:
- 29 ноября, длительностью 5 часов 32 минуты;
- 1 декабря, длительностью 6 часов 38 минут.

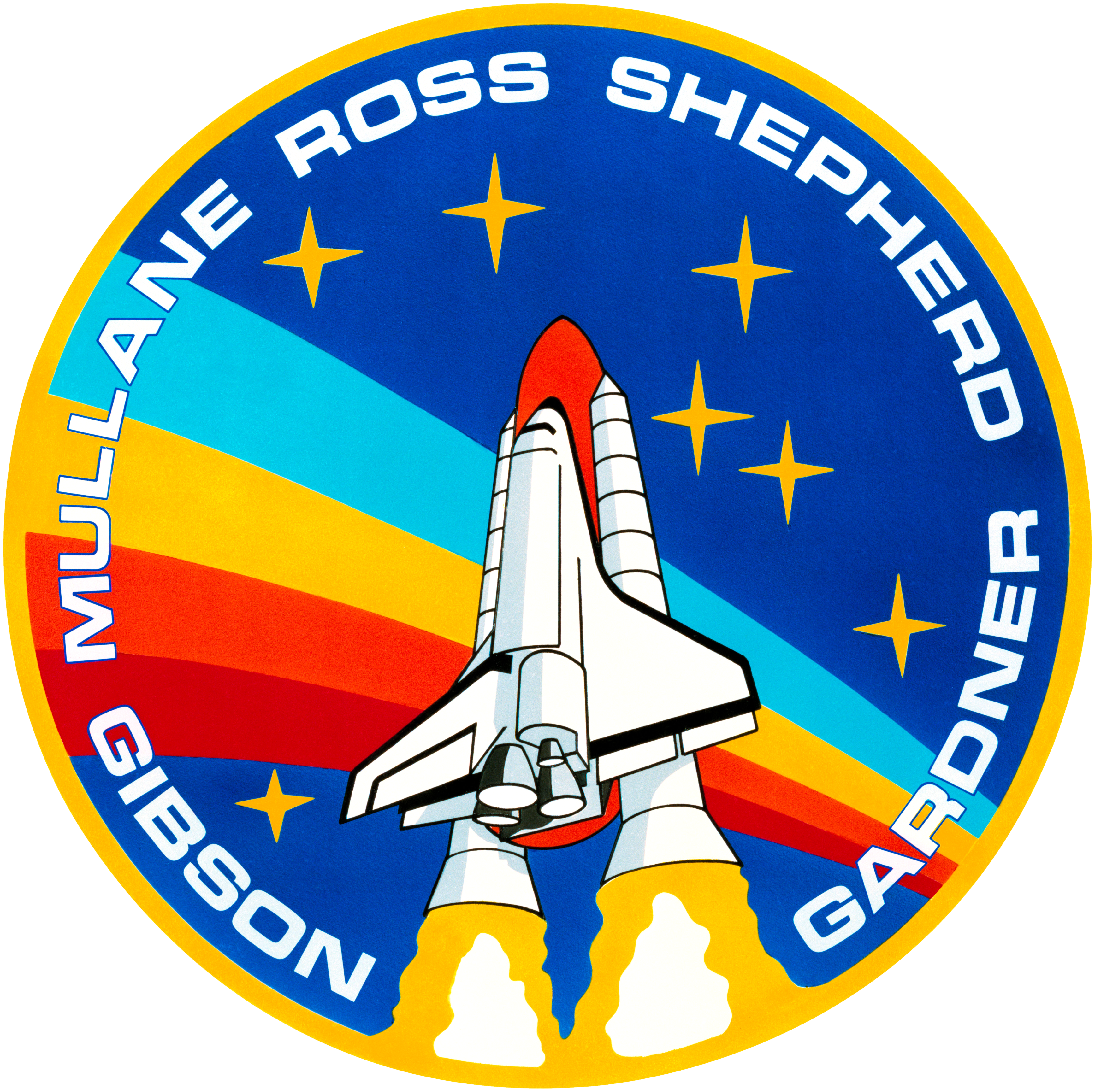
Атлантис STS-27

## Второй полёт
С 2 по 6 декабря 1988 года совершил свой второй космический полёт: в качестве специалиста полёта шаттла «Атлантис» STS-27.
Общая продолжительность полёта составила 4 суток 9 часов 6 минут и 20 секунд.

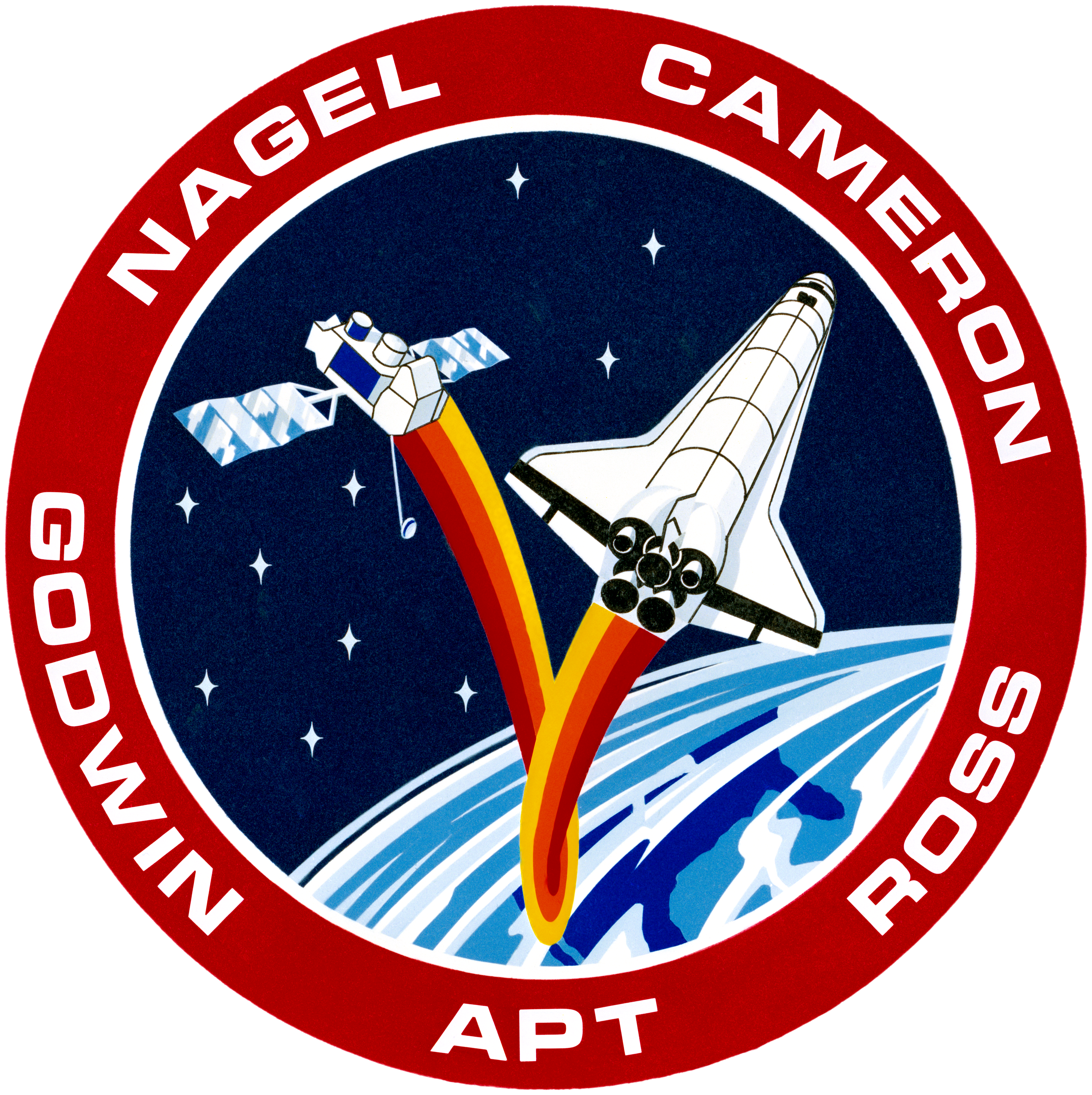
Атлантис STS-37

## Третий полёт
С 5 по 11 апреля 1991 года в качестве специалиста полёта совершил третий космический полёт на шаттле «Атлантис» STS-37.
Общая продолжительность полёта составила 5 суток 23 часа 33 минуты и 40 секунд. Во время этого полёта выполнил два выхода в открытый космост, чтобы вручную развернуть застрявшую антенну обсерватории гамма-излучения и протестировать прототип оборудования космической станции «Freedom»:
- 7 апреля, длительностью 4 часа 24 минуты;
- 8 апреля, длительностью 6 часов 11 минут.

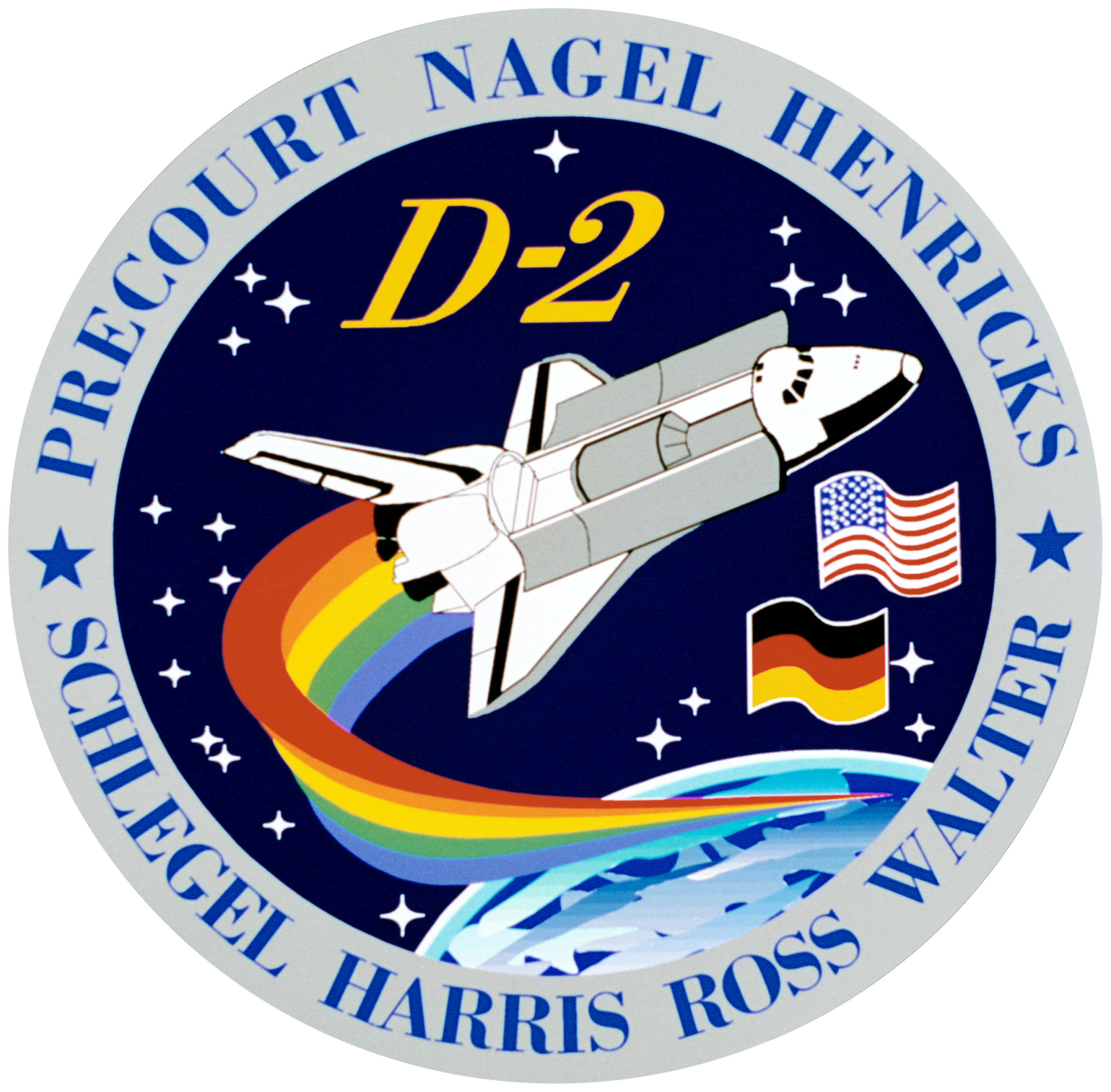
Колумбия STS-55

## Четвёртый полёт
С 26 апреля по 6 мая 1993 года совершил четвёртый космический полёт в качестве специалиста полёта (специалиста по обеспечению полёта) шаттла «Колумбия» STS-55. Был командиром полезной нагрузки. В рамках полёта было проведено около 90 экспериментов во время спонсируемой Германией миссии «Spacelab D-2» с целью исследования наук о жизни, материаловедения, физики, робототехники, астрономии и атмосферы Земли.
Общая продолжительность полёта составила 9 суток 23 часа 39 минут и 59 секунд.

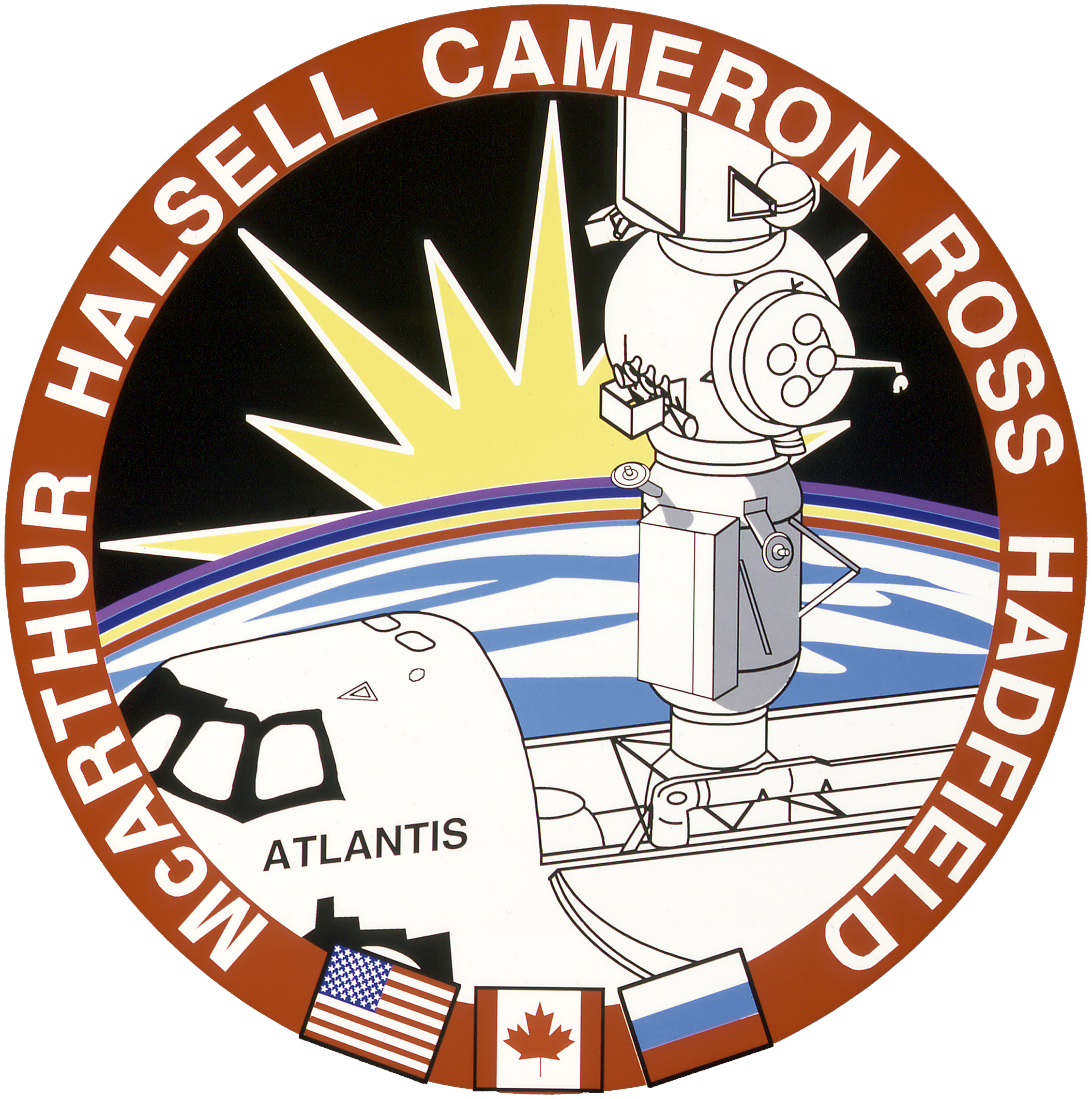
Атлантис STS-74

## Пятый полёт
С 12 по 20 ноября 1995 года совершил свой пятый космический полёт в качестве специалиста полёта шаттла «Атлантис» STS-74. В ходе полёта имела место стыковка шаттла с российской (советской) орбитальной станцией «Мир» и совместная работа на её борту.
Общая продолжительность полёта составила 8 суток 4 часа 31 минуту и 42 секунды.

Индевор STS-88

## Шестой полёт
Шестой полёт в качестве специалиста полёта совершил с 4 по 16 декабря 1998 года на шаттле «Индевор» STS-88. Полёт был первой миссией по сборке Международной космической станции (МКС), проводилась пристыковка американского модуля «Юнити» к российскому модулю «Заря».
Общая продолжительность полёта составила 11 суток 19 часа 18 минуты и 47 секунд. Во время этого полёта выполнил три выхода в открытый космос для соединения шлангокабелей и прикрепления инструментов/оборудования:
- 7 декабря, длительностью 7 часов 21 минуту;
- 9 декабря, длительностью 7 часов 2 минуты;
- 12 декабря, длительностью 6 часов 59 минут.

Атлантис STS-110

## Седьмой полёт
С 8 по 19 апреля 2002 года совершил впервые в мире седьмой космический полёт, в качестве специалиста полёта шаттла «Атлантис» STS-110. После стыковки с МКС работал на станции.
Таким образом был побит предыдущий рекорд, но перед своим седьмым полётом он заявил, что обладатель этого рекорда Джон Янг — его кумир, и никто, по его словам, Янга не превзойдёт: «John Young is my hero. There is not anyone that will be able to surpass what John Young has been able to achieve.» В свою очередь, Янг к падению своего рекорда отнёсся философски. В одном интервью он сказал: «Рекорды существуют для того, чтобы их побивали. Я очень горд стариной Джерри. Он умеет работать. (...) Прекрасно, что люди начинают летать в космос чаще, чем мы привыкли».
Общая продолжительность полёта составила 10 суток 19 часа 43 минуты и 48 секунд. Во время этого полёта Джерри Росс выполнил два выхода в открытый космос:
- 13 апреля, длительностью 7 часов 30 минут;
- 16 апреля, длительностью 6 часов 37 минут.

Автор книги «Spacewalker: My Journey in Space and Faith as NASA's Record-Setting Frequent Flyer» (2013, совместно с Джоном Норбергом). 

## Награды
В общей сложности награждён 15-ю медалями, из них:
- Орден «Легион почёта»;
- Медаль Министерства обороны «За отличную службу» (дважды);
- Медаль Министерства обороны «За похвальную службу» (четырежды);
- Медаль Вооружённых сил «За похвальную службу»
- Медаль разведывательного управления «За выдающиеся заслуги» (англ. National Intelligence Medal of Achievement);
- Семь медалей «За космический полет».

## Личная жизнь
Женат, двое детей. Увлечения: цветное стекло, столярные работы, занимается составлением родословной, фотографией и моделированием ракет. Радиолюбитель с позывным N5SCW.